# Macskajáték (kisregény)
A Macskajáték Örkény István egyik kisregénye, amelyet 1963-ban írt. Először a Kortárs című folyóiratban közölték, 1965-ben. Könyv formájában először 1966-ban, a Jeruzsálem hercegnője című kötetben jelent meg. A Tótékhoz hasonlóan azonos címmel – Tóték – a művet ugyanazon névvel Örkény 1969-ben átdolgozta drámává – Macskajáték –, amelyet nagy sikerrel játszottak a színházak, valamint több külföldi országban is bemutatták.

## Történet
A hatvanas éveiben járó özvegy Orbán Béláné, Erzsi egyedül él, egy pesti lakásban. Külföldön élő, tolószékes nővérével, Gizával folytonosan levelezgetnek és telefonálgatnak. Orbánné egy nap találkozik régi barátnéjával, Paulával, aki külsejével nagy hatást gyakorol rá. Erzsi Paula javaslatára vörösre festi a haját, amit Giza nem néz jó szemmel. Erzsi eközben titkos szerelmével, a lecsúszott operaénekessel, Csermlényi Viktorral randevúzik, amit Giza szintén ellenez. Lassan kialakul a három öreg között egy szerelmi háromszög.

## Filmfeldolgozások
- Macskajáték (1972) rendező: Makk Károly, szereplők: Dajka Margit (Orbánné), Bulla Elma (Giza), Makay Margit (Paula), Törőcsik Mari (Egérke), Balázs Samu (Viktor)
- Katzenspiel (1983) rendező: Szabó István